# 网络机器人
网络机器人（英語：Internet Bot），也称为互联网机器人、机器人或简称为bot（机器人的缩写），是一种在互联网上运行的软件，它使用自动化的脚本执行大量简单任务，能够高效完成人类短时间内难以完成的任务。机器人能够以比人类快得多的速度执行简单重复的任务，其最广泛的用途是网络爬虫，例如网络爬虫机器人，它可通过抓取网页上的信息来达到信息索引的目的。互联网机器人在客户端-服务器模型中扮演客户端角色，而服务器角色通常由网络服务器扮演。目前，互联网上过半的流量来自网络机器人。
网络服务器限制机器人的努力各不相同。一些服务器有一个robots.txt文件，其中包含管理该服务器上机器人行为的规则。从理论上讲，任何不遵守规则的机器人都可能被拒绝访问或从受影响的网站中删除。如果发布的文本文件没有关联的程序/软件/应用程序，则遵守规则完全是自愿的。没有办法强制执行规则，也没有办法确保机器人的创建者或实施者阅读或承认robots.txt文件。有些机器人是“良性的”，例如网络蜘蛛；而另一些则被用于对政治运动发起恶意攻击。有的服务器会利用验证码等技术来确保访问者是真人。

## 即时通讯和IRC
一些机器人通过即时通讯（IM）、互联网中继聊天（IRC）或其他网络界面（如Facebook机器人和Twitter机器人）与基于互联网的服务的用户进行通信。 这些聊天机器人可以让人们用简单的英语提问，然后给出答案。 这些机器人通常可以处理天气预报、邮政编码信息、体育比分、货币或其他单位换算等。其他机器人则用于娱乐，例如AOL Instant Messenger和MSN Messenger上的SmarterChild。
IRC机器人的其他作用可能是在对话频道上监听，并对参与者说出的某些短语进行评论（基于模式匹配）。 这有时被用作新用户的帮助服务或用来审查脏话。

## 社交机器人
社交机器人是一组算法，它们执行重复的指令集，以便在社交网络用户之间建立服务或连接。在各种网络机器人设计中，最常见的是聊天机器人（一种旨在与人类用户对话的算法）和社交机器人（一种旨在模仿人类行为以与类似于人类用户的模式进行对话的算法）。社交机器人的历史可以追溯到20世纪50年代的艾伦·图灵以及他设计通过图灵测试的指令代码集的愿景。20世纪60年代，约瑟夫·维森鲍姆创造了ELIZA，这是一个自然语言处理计算机程序，被认为是人工智能算法的早期指标。ELIZA激励程序员设计可以将其行为模式与其指令集相匹配的任务程序。因此，自然语言处理已成为影响人工智能和社交机器人发展的一个因素。随着信息和思想在社交媒体网站上大规模传播，创新技术进步也遵循着同样的模式。

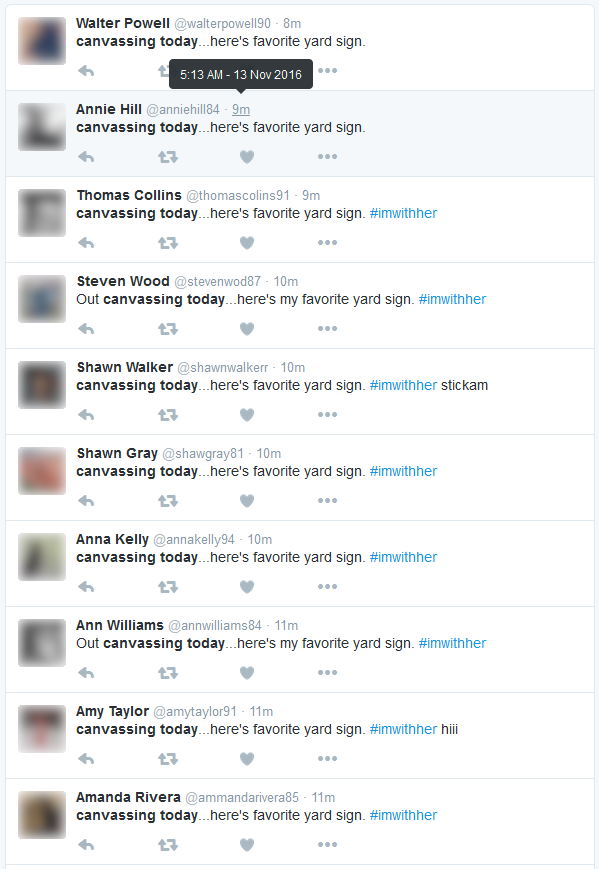
在2016年美国大选期间发布类似消息的推特机器人

最近的选举（包括2016年美国大选和2017年英国大选）中有关政治干预的报道，让人们更加认为机器人的普遍存在是因为机器人的设计与其设计者之间的伦理挑战。南加州大学的计算机科学家Emilio Ferrara在ACM通讯上发表的报告中，指出，由于缺乏可用于实施事实核查和信息验证的资源，导致社交媒体平台上出现了大量关于这些机器人的虚假报道和声明。就推特而言，大多数此类机器人都使用搜索过滤器功能进行编程，这些功能针对有利于政治议程的关键词和短语，然后转发它们。虽然机器人的注意力被编程为在整个社交媒体平台上传播未经证实的信息，但这仍然是程序员在敌对的政治气候下所面临的挑战。Ferrara将“机器人效应”报告为机器人和人类用户的社交化，这使得个人信息泄露和机器人代码伦理之外的极化影响变得更加容易，Guillory Kramer在他的研究中证实了这一点，他观察了情绪波动用户的行为以及机器人对他们的影响，改变了他们对现实的看法。

## 商用机器人
关于机器人在自动化交易功能中的使用一直存在着很大的争议。拍卖网站eBay采取法律行动，试图阻止第三方公司使用机器人在其网站上寻找便宜货；这种做法适得其反，反而吸引了更多机器人的注意。总部位于英国的Bet exchange，Betfair发现来自机器人的流量非常大，因此推出了一个针对机器人程序员的WebService API，通过它可以主动管理机器人交互。
众所周知，机器人农场被用于在线应用程序商店，如Apple App Store和Google Play，以操纵排名或增加正面评分/评论。
一种快速增长、良性的互联网机器人形式是chatbot（聊天机器人）。自2016年Facebook Messenger允许开发者在其平台上放置聊天机器人以来，仅在该应用程序上，聊天机器人的使用就呈指数级增长。在最初的六个月里，为Messenger创建了30,000个机器人，到2017年9月增加到100,000个。 SnatchBot的首席技术官Avi Ben Ezra告诉《福布斯》，从他们聊天机器人构建平台的使用证据来看，随着网站上的“实时聊天”被机器人取代，在不久的将来将节省数百万小时的人力劳动。
公司使用互联网机器人来提高在线参与度并简化沟通。公司经常使用机器人来降低成本；公司不再雇佣人员与消费者沟通，而是开发了提高效率的新方法。这些聊天机器人用于回答客户的问题：例如，Domino's开发了一种可以通过Facebook Messenger接单的聊天机器人。聊天机器人允许公司将员工的时间分配给其他任务。

## 恶意机器人
恶意使用机器人的一个例子是对网络计算机进行自动化攻击的协调和操作，例如僵尸网络发起的拒绝服务攻击。互联网机器人或网络机器人也可以用于实施点击欺诈，并且最近作为电脑游戏机器人出现在大型多人在线角色扮演游戏中。另一类是垃圾邮件机器人，即试图在互联网上传播大量内容（通常添加广告链接）的互联网机器人。超过94.2%的网站都曾遭受过机器人攻击。
恶意机器人（以及僵尸网络）的类型如下：
1. 从联系方式页面或留言板页面收集电子邮件地址的垃圾邮件机器人
2. 通过下载整个网站来消耗带宽的已下载程序
3. 抓取网站内容并在自动生成的入口页面上未经许可重复使用内容的网站抓取工具
4. 将特定电子邮件地址注册到众多服务，以便确认邮件充斥电子邮件收件箱并掩盖指示安全漏洞的重要邮件的注册机器人。>[14]
5. 病毒和蠕虫
6. DDoS攻击
7. 僵尸网络、僵尸计算机等。
8. 试图将人们重定向到恶意网站的垃圾邮件机器人，有时出现在各种网站的评论区或论坛中
9. 观看机器人创造虚假观看次数[15][16]
10. 特别是由黄牛用来抢购热门演唱会门票的机器人，他们会转售这些门票。[17]这些机器人会运行娱乐活动票务网站的购买流程，并通过尽可能多地抢占座位来获得更好的座位。
11. 在大型多人在线角色扮演游戏中使用的机器人，用于获取原本需要花费大量时间或精力才能获得的资源，这可能会对在线游戏经济造成影响。[18]
12. 通过增加分析报告中的流量计数来从广告商那里骗取钱财的机器人。Comscore（英语：Comscore）的一项研究发现，在2012年5月至2013年2月期间，在数千个广告系列中展示的广告中，有一半以上没有提供给人类用户。[19]
13. 在互联网论坛上使用的机器人，自动发布煽动性或无意义的帖子来扰乱论坛并激怒用户。

2012年，记者Percy von Lipinski报告说，他发现CNN iReport上有数百万个机器人或机器人或被ping的观看次数。CNN iReport悄悄地从iReporter Chris Morrow的账户中删除了数百万次观看次数。
使用最广泛的反机器人技术是使用验证码。供应商的例子包括Recaptcha、Minteye、Solve Media和NuCaptcha。然而，验证码并不能完全防止机器人，因为它们通常可以被计算机字符识别、安全漏洞以及将验证码解决外包给廉价劳动力来规避。

## 人类与社交机器人的互动
人类与机器人互动主要存在两方面的顾虑：清晰度和面对面支持。人类的文化背景会影响他们与社交机器人交流的方式。
许多人认为机器人的智能远低于人类，因此不值得我们尊重。
金敏善提出了与社交机器人交流时可能出现的五个担忧或问题，即避免伤害人类情感、最小化强加于人的感觉、避免他人的反对、清晰度问题以及信息传达的有效性。
反对社交机器人的人认为，它们也会剥夺人类建立真正关系的机会。